# Tố Hải Lâm
Tô Khải Lâm (tiếng Trung Quốc: 蘇凱琳, sinh ngày 9 tháng 2 năm 1997), thường được biết đến với nghệ danh Erena So (tiếng Trung Quốc: 繪麗奈, tiếng Nhật: 絵麗奈, エレナ) hay Tố Hải Lâm (tiếng Trung Quốc: 素海霖), là một nữ diễn viên phim khiêu dâm người Hồng Kông trực thuộc công ty FALENO Star. Cô là nữ diễn viên phim khiêu dâm Hồng Kông đầu tiên ra mắt tại Nhật Bản.

## Cuộc đời và sự nghiệp
Tố Hải Lâm là con một sinh ra ở Hồng Kông vào ngày 9 tháng 2 năm 1997. Cô bắt đầu quan tâm đến tình dục ở tuổi 12 sau khi xem các nội dung khiêu dâm. Cô là thành viên của đội cầu lông khi học tiểu học và trung học. Sau khi học xong trung học, cô hoạt động thuộc công ty Big Honor Entertainment với nghệ danh "Tung So" (tiếng Trung Quốc: 蘇浵) vào năm 2016. Cô xuất hiện trong video âm nhạc "不一定" (n.đ. 'không nhất định') của nam ca sĩ Lưu Hạo Long và diễn xuất trong bộ phim Ngạc Ngư Đàm của công ty Diệu Vinh. Bộ phim không được công chiếu chưa rõ lý do. Cô hoạt động tự do sau khi hết hợp đồng.
Tài khoản Instagram của cô có 70.000 người theo dõi, tài khoản này đã bị khóa sau khi có báo cáo, dẫn đến việc cô có ý định tự tử. Tài khoản mới cô đăng tải một tấm ảnh bị che một bên mắt, ám chỉ đến vụ cô gái bị cảnh sát Hồng Kông bắn vào mắt trong cuộc biểu tình ở Hồng Kông năm 2019–2020. Năm 2021, cô tham gia bộ phim P.T.G.F dưới tên thật của mình và bắt đầu bán các bộ sưu tập ảnh trên tài khoản Patreon. Năm sau, cô chia sẻ những kinh nghiệm về tình cảm và tình dục trên Talker / Night Talk và quay một đoạn clip mình đi bộ thả rông ngực tại phố Tiêm Sa Chủy bắt nguồn từ trào lưu phổ biến ở Nhật Bản.
Cô được một công ty Đài Loan giới thiệu đến FALENO Star. Vào tháng 3 năm 2023, cô ra mắt với vai trò là nữ diễn viên AV tại Nhật Bản, trở thành nữ diễn viên AV đầu tiên của Hồng Kông tại Nhật Bản cũng là nữ diễn viên AV nước ngoài đầu tiên của công ty. Bộ phim đầu tiên cô tham gia là Born And Raised In Hong Kong – Newcomer Erena AV debut (tiếng Nhật: 香港生まれ香港育ちの女の子 新人 絵麗奈 Avdebut, FSDSS-644), bán được 2.000 bản. Cô được một vài tờ báo phỏng vấn như HK01, BBC, và Hong Kong Inmedia vào năm 2023. Lúc cô ra mắt, một số cư dân mạng đã tạo ra các bài đăng châm biếm nhại lại thông cáo báo chí chính thức của Cục trưởng Cục Văn hóa, Thể thao và Du lịch Dương Nhuận Hùng, từ bản thông cáo gốc chúc mừng nữ diễn viên Dương Tử Quỳnh. Cục Văn hóa, Thể thao và Du lịch sau đó phản hồi thông cáo trên là giả và trình báo với cảnh sát về vụ việc.

## Đời tư
Tính đến năm 2023, cô có hai cuộc tình, một cuộc tình chấm dứt sau khi trải qua bạo hành gia đình; người bạn đời còn lại thì qua đời vào những năm 2020. Vào năm 2023, cô cho mình là "người độc thân" không có niềm tin vào tình yêu và cảm phục Tổng thống Đài Loan Thái Anh Văn vì tính chính trực của bà. Vào tháng 5 năm 2025, cô mời người đã bắt nạt cô trên mạng đến bàn luận, để tìm hiểu động cơ của họ. Cảnh sát yêu cầu họ vào trong nhà bàn luận.

## Tác phẩm

### Phim ảnh
| Phát hành                          | Tựa đề                       | Nhân vật       |
| ---------------------------------- | ---------------------------- | -------------- |
| Chưa công bố (hoàn thành năm 2017) | Ngạc Ngư Đàm                 | Chưa công bố   |
| 2021                               | P.T.G.F                      | Văn Văn (雯雯) |
| Chưa công bố                       | Due West 2: Our Sex Vacation | Chưa công bố   |

### Video âm nhạc
| Năm  | Bài hát    | Ca sĩ        |
| ---- | ---------- | ------------ |
| 2017 | "不一定"   | Lưu Hạo Long |
| 2023 | "二泊三日" | N9           |

### Phim khiêu dâm
| Năm  | Mã số     | Tựa đề                                                                                           |
| ---- | --------- | ------------------------------------------------------------------------------------------------ |
| 2023 | FSDSS-644 | 香港生まれ香港育ちの女の子 新人 絵麗奈 Avdebut                                                   |
| 2023 | FSDSS-645 | 初めてだらけの性感開発3 本番スペシャル！！絵麗奈                                                 |
| 2023 | FSDSS-716 | 世界初！香港人絵麗奈がご奉仕してくれるFALENOstar限定最高級ソープランド                           |
| 2023 | FSDSS-717 | 香港人・絵麗奈【初ドラマ】広東語講師の胸チラ無自覚誘惑に耐え切れず僕たちは言葉の壁を越えた       |
| 2023 | FSDSS-752 | これが噂の香港エロティカルスパ 絵麗奈                                                            |
| 2023 | FSDSS-753 | 今日、好きになりそうです。通訳無しの2人っきりお泊りデートにドキドキしてから交わる濃密性交 絵麗奈 |